# 마헤르 알아사드
마헤르 알아사드(아랍어: ماهر الأسد; 영어: Maher al-Assad, 1967년 12월 8일 ~ ) 중령은 시리아의 대통령인 바샤르 알아사드의 아우로, 시리아 대통령 경호대장이다. 그는 알라위 무슬림이며, 하페즈 알아사드의 막내 아들로, 그의 아버지가 권력을 잡기 2년 전인 1968년에 태어났다. 그는 다마스쿠스 대학교에서 기계 공학을 전공하고는, 직업 군인을 선택하였다. 이후, 그의 형인 바셀 알아사드가 1994년 자동차 사고로 죽자, 그는 바실의 후임자 후보로 언급되었지만 결국, 바샤르가 뒤를 이었다. 이것은 마헤르가 지닌 바샤르에 대한 편애가 결정에 불안정한 영향을 주었을 것이라고 추측된다.
마헤르 알아사드는 여당인 바트당의 중앙위원회의 구성원으로, 바샤르의 측근 보좌관으로 불리며, 시리아의 대통령 경호원장이다. 1999년 10월, 논쟁 중에 아세프 샤우카트의 복부를 쏘았다는 소문이 있었다. 아세프는 생존하였고, 현재 그 둘은 좋은 관계를 유지하고 있다.